# Juri Alexandrowitsch Jakimow
Juri Alexandrowitsch Jakimow (russisch Юрий Александрович Якимов; * 28. Februar 1953 in Schachtjorsk) ist ein ehemaliger sowjetischer Ruderer, der 1976 eine olympische Silbermedaille gewann.

## Sportliche Karriere
Der 1,86 m große Juri Jakimow von Spartak Nowgorod ruderte bei den Weltmeisterschaften 1974 in Luzern im Doppelvierer und gewann zusammen mit Mustafajew, Kochel und Gennadi Korschikow die Silbermedaille hinter dem Boot aus der DDR und vor dem Boot aus der Tschechoslowakei. Im Jahr darauf bei den Weltmeisterschaften 1975 in Nottingham war nur noch Jakimow von der Vorjahresbesetzung übrig geblieben. Vytautas Butkus, Juri Jakimow, Aivars Lazdenieks und Jewgeni Dulejew erruderten die Bronzemedaille hinter den Booten aus der DDR und der Tschechoslowakei. Bei den Olympischen Spielen 1976 trat der sowjetische Doppelvierer in der gleichen Besetzung wie im Vorjahr an. Im Vorlauf gewann das Boot mit drei Sekunden Vorsprung vor dem Doppelvierer aus der DDR und qualifizierte sich damit direkt für das Finale. Im Finale siegte die Crew aus der DDR mit einer Sekunde Vorsprung vor dem sowjetischen Doppelvierer, mit knapp zwei Sekunden Rückstand gewannen die Tschechoslowaken die Bronzemedaille. 1977 startete der sowjetische Doppelvierer in der gleichen Besetzung bei den Weltmeisterschaften in Amsterdam, belegte aber lediglich den zweiten Platz im B-Finale und damit den achten Platz in der Gesamtwertung.